# Bio-ingenieur
Een bio-ingenieur (of Master in de Bio-ingenieurswetenschappen; vroeger landbouwkundig ingenieur genoemd) is een academisch gevormde ingenieur, afgestudeerd aan een van de faculteiten bio-ingenieurswetenschappen (Faculteit wetenschappen aan de Universiteit Antwerpen).

## Opleiding
De nadruk ligt in de opleiding op de levende materie. De vier basiswetenschappen (biologie, fysica, chemie en wiskunde) worden geïntegreerd waardoor bio-ingenieurs bekendstaan als zeer polyvalent. Dit wordt vertaald in het Engels tot Bioscience Engineering.
De benaming bio-ingenieur vervangt sedert de beginjaren 1990 de vroegere titels landbouwkundig ingenieur en ingenieur voor de scheikunde en de landbouwindustrieën. Door het afnemend belang van de landbouw binnen het gevoerde onderzoek en de latere tewerkstelling van de afgestudeerden weerspiegelden deze titels de opleiding niet meer. Een bio-ingenieur mag de wettelijk beschermde titel ir. dragen.
Deze opleiding bestaat aan de universiteiten van Antwerpen, Gent, Leuven en Brussel. De vier Vlaamse universiteiten bieden de bacheloropleiding in de bio-ingenieurswetenschappen aan.

### Masteropleidingen
| Masteropleiding                          | UGent | KU Leuven | VUB | UA |
| ---------------------------------------- | ----- | --------- | --- | -- |
| Agro- and Ecosystems Engineering         |       | Ja        |     |    |
| Bio-informatics                          | Ja    | Ja        |     |    |
| Biosysteemtechniek                       |       | Ja        |     |    |
| Bos- en natuurbeheer                     | Ja    |           |     |    |
| Cel- en genbiotechnologie                | Ja    | Ja        | Ja  |    |
| Chemie- en bioprocestechnologie          | Ja    |           | Ja  |    |
| Chemie & voedingstechnologie             |       |           |     |    |
| Katalytische technologie                 |       | Ja        |     |    |
| Landbouwkunde                            | Ja    | Ja        |     |    |
| Land- en bosbeheer                       |       | Ja        |     |    |
| Land, water en klimaat                   | Ja    |           |     |    |
| Levensmiddelentechnologie                |       | Ja        |     |    |
| Levensmiddelenwetenschappen en voeding   | Ja    |           |     |    |
| Milieutechnologie                        | Ja    | Ja        |     |    |
| Sustainable Urban Bioscience Engineering | Ja    | Ja        |     | Ja |

Deze lijst geeft, in 2017, de masteropleidingen aan de respectievelijke universiteiten. Na het succesvol afronden van één van deze masteropleidingen behaalt men de titel van bio-ingenieur (ir.).  
De afstudeerrichtingen Levensmiddelentechnologie aan de KU Leuven en Levensmiddelenwetenschappen en voeding aan de UGent verschillen enkel in naam. De opleiding is analoog. 
Sinds 2023 bieden UAntwerpen (coördinator), UGent en KU Leuven gezamenlijk de Master of Bioscience Engineering: Sustainable Urban Bioscience Engineering aan. 